# اینگلوود، کوئینزلند
اینگلوود (به انگلیسی: Inglewood) یک شهرک در استرالیا است که در کوئینزلند واقع شده‌است.